# Tetraleurodes thenmozhiae
Tetraleurodes thenmozhiae là một loài côn trùng cánh nửa trong họ Aleyrodidae, phân họ Aleyrodinae.
Tetraleurodes thenmozhiae được Jesudasan & David miêu tả khoa học đầu tiên năm 1991.